# Fort Sokolnického
Fort Sokolnického (v polštině Fort Sokolnickiego, původně Сергий – tj. Sergij) je jeden z fortů varšavské citadely, přináležící k vnitřnímu prstenci opevnění varšavské pevnosti. Nachází se v parku Stefana Żeromského ve varšavském městském obvodu Żoliborz.

## Historie
Varšavská citadela, postavená v průběhu 30. a 40. let 19. století, sloužila především k vězeňským a policejním účelům, a kvůli své poloze a konstrukci nedokázala plnohodnotně zajistit obranu města. Z tohoto důvodu byla zahájena výstavba dalších obranných prvků, nacházejících se v bezprostřední blízkosti citadely.
Sergejův fort byl jedním ze šesti pevnůstek, které byly postaveny na levém břehu Visly v polovině devatenáctého století. Výstavba probíhala mezi léty 1849-1851 a k dalšímu rozšíření došlo v letech 1864-1874. Původně se pevnůstka skládala z hlavní cihlové budovy vyzbrojené děly a z příkopu; později byla na západní straně doplněna o lunetu. Pevnost se nacházela půl kilometru severovýchodně od citadely.
Roku 1921 byl název pevnosti změněn na Fort Sokolnického podle Michała Sokolnického, polského hrdiny přelomu 18. a 19. století.

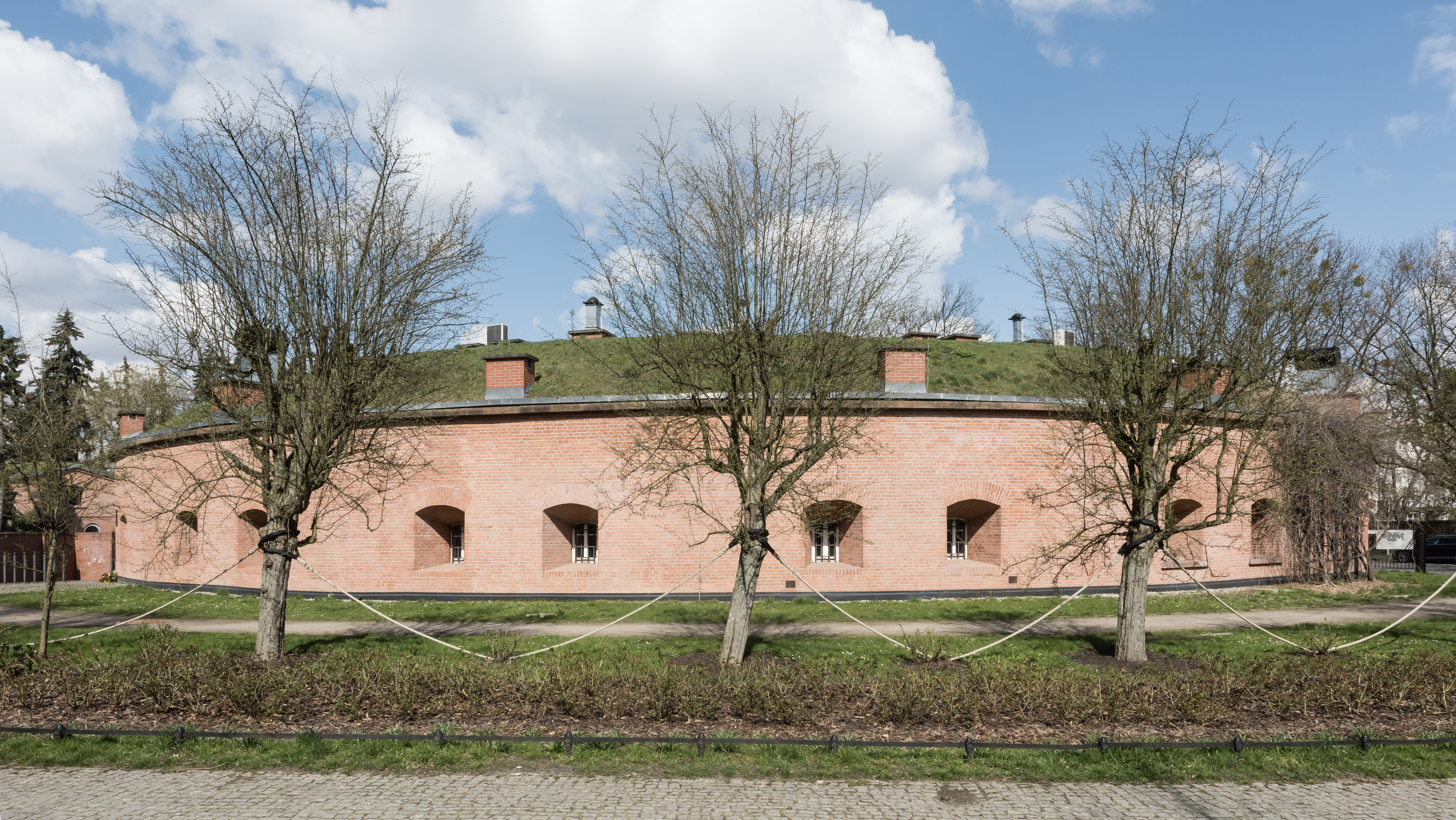
Fort Sokolnického

V meziválečném období došlo dle návrhu Stanisława Zadora-Życińského a Leona Danielewicze k přetvoření bývalého pevnostního areálu na park, tvořící důležitou součást k tehdy postaveným obytným budovám v Żoliborzi. Samotná stavba byla mezi léty 1928-1932 důkladně přestavěna, nadále ale patřila armádě.
Během 2. světové války sloužilo okolí pevnosti jako pohřebiště. V době Varšavského povstání byli uvnitř stavby ošetřováni ranění bojovníci z jednotek pod vedením Mieczysława Niedzielského, které hájily Żoliborz.
V roce 1965 se pevnost stala památkou.

## Využití stavby v 21. století
Objekt v roce 1998 armáda nabídla k prodeji, a novým majitelem se stalo město. Vytklo si za cíl adaptovat pevnost z 19. století pro kulturní účely. Projekt zahrnoval kompletní rekonstrukci místností a dvou pracháren o celkové výměře přes 3000 m². Proběhla komplexní obnova areálu, částečně byl odkryt bývalý příkop a kaponiéra a bylo zde vybudováno venkovní jeviště i sochařská galerie; nádvoří bylo zastřešeno. Po oficiálním otevření v září roku 2011 se nájemcem objektu stala Nadace Nowy Fort, která zde provozuje umělecké centrum.